# Koszary w Lesznie

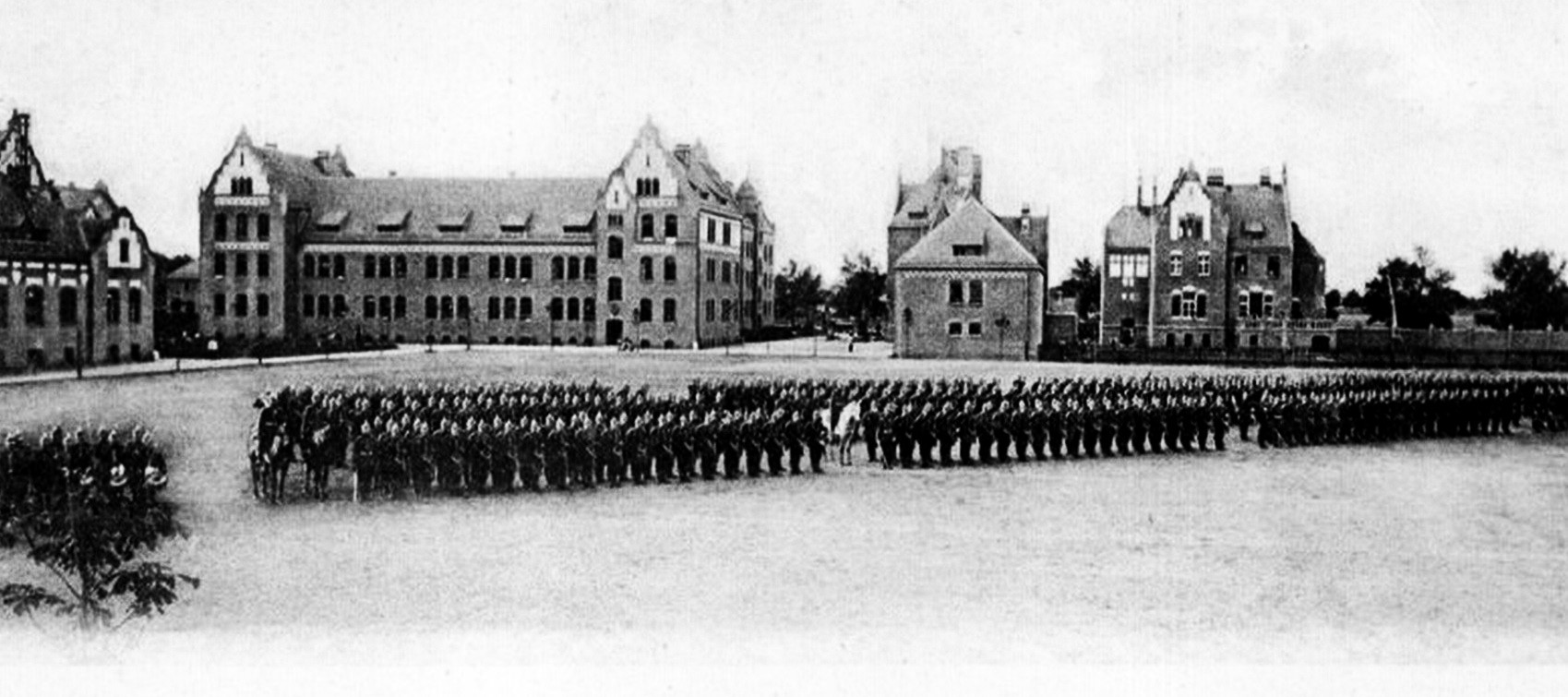
Koszary niemieckiego 50 pułku piechoty w Lesznie; 1913

Koszary w Lesznie – kompleksy koszarowe znajdujące się na terenie garnizonu Leszno. 
Przed I wojną światową stacjonowały w nich niemieckie 50 pułk piechoty i 56 pułk artylerii polowej; w okresie II Rzeczypospolitej pododdziały 55 pułku piechoty, a po II wojnie światowej między innymi 69 Leszczyński pułk przeciwlotniczy.

## Charakterystyka
Na terenie leszczyńskiego garnizonu, w kilku kompleksach koszarowych, do 1914 stacjonowały niemiecki 50 pułk piechoty im. Hrabiego Werderu (3 Dolnośląski) i 56 pułk artylerii polowej (2 Poznański). 
Po I wojnie światowej koszary przejęte zostały przez Wojsko Polskie. Poszczególnym kompleksom nadano nazwy polskich dowódców wojskowych. Były to Koszary Głowackiego, Koszary Kościuszki, Koszary Dąbrowskiego i Koszary Piłsudskiego.
21 listopada 1921 Koszary Głowackiego przy ul. Racławickiej zajął częścią sił 17 pułk Ułanów Wielkopolskich (dowództwo, 4 szwadron, szwadron karabinów maszynowych i pluton łączności). Położone w zachodniej części kompleksu kawaleryjskie koszary składały się między innymi z trzech koszarowców szwadronowych, z których jeden usytuowany był wzdłuż ul. Henryka Sienkiewicza, a dwa wzdłuż ul. Racławickiej, a pomiędzy nimi stał budynek dowództwa. W głębi znajdowały się trzy stajnie szwadronowe oraz kryta ujeżdżalnia. Pojemność tych koszar szacowano na 375 ludzi, 400 koni, 19 samochodów i 16 wozów. Tam też 7 maja 1929 odsłonięto pomnik ku czci ułanów poległych podczas wojny polsko-bolszewickiej (zrekonstruowany w 1994) oraz prostszy obelisk ku czci marszałka Józefa Piłsudskiego.

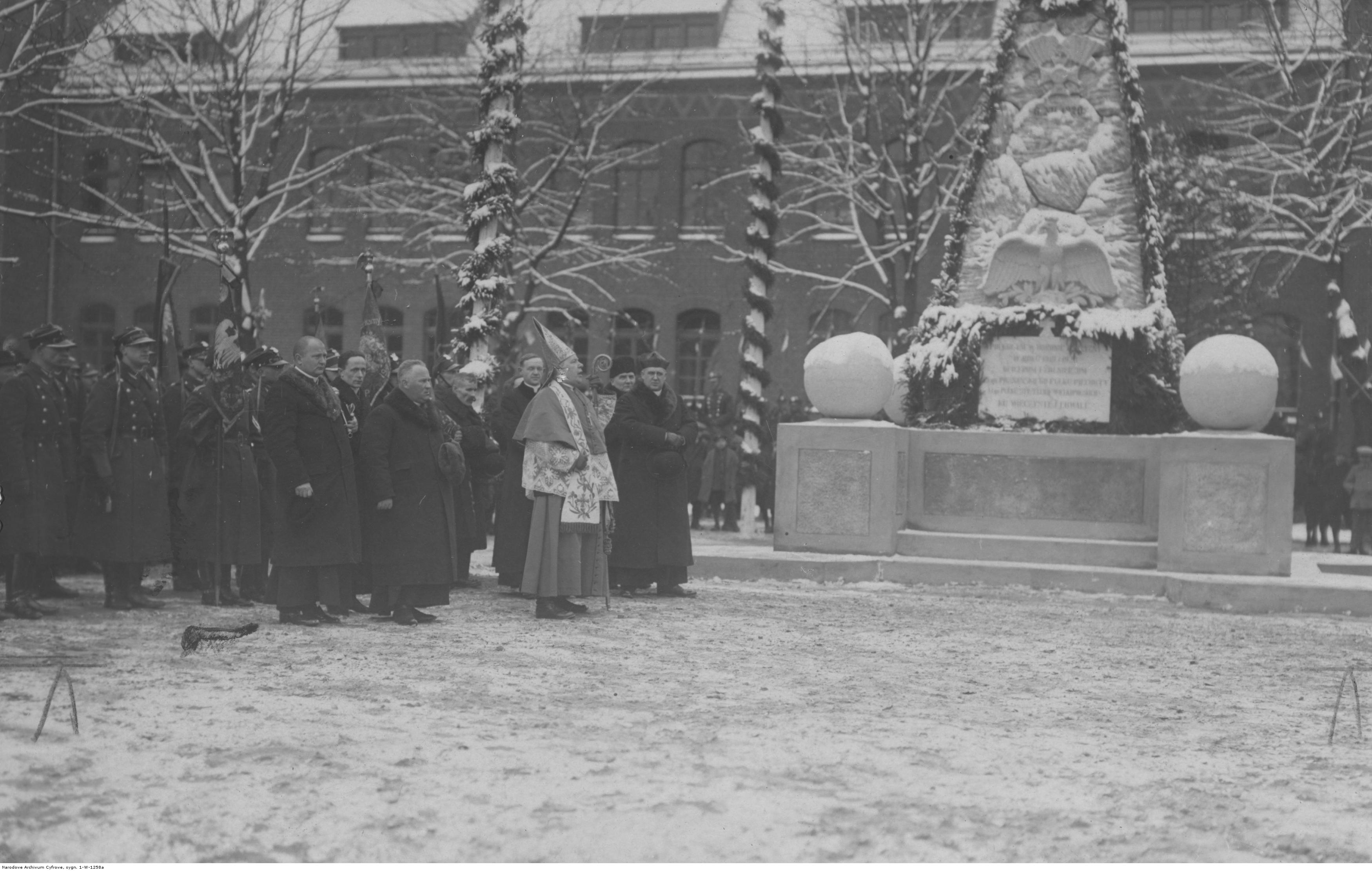
Odsłonięcie pomnika poległych żołnierzy 55 pp w Lesznie; 1928

Dalej na wschód, wzdłuż tej samej ulicy, po wschodniej stronie kompleksu, znajdują się podobne architektonicznie budynki Koszar Kościuszki, zajmowane przez pododdziały 55 Poznańskiego pułku piechoty. 19 stycznia 1928 w koszarach 55 pp (przy ul. Racławickiej) odsłonięto pomnik ku czci żołnierzy pułku poległych w czasie wojny polsko-bolszewickiej (ob. nie  istnieje).
Koszary Dąbrowskiego przy ulicy Henryka Dąbrowskiego mieściły 250 ludzi i 211 koni. Kolory budynków oznaczają właścicieli: czerwony – Skarb Państwa, fioletowy – Magistrat Leszna. Na ich terenie funkcjonowała też piekarnia wojskowa. W Koszarach Dąbrowskiego w rejonie ulic: Jana Henryka Dąbrowskiego – Krótka – Królowej Jadwigi stacjonował 1. i 2 szwadron 17 pułku ułanów.

W Koszarach Piłsudskiego przy ul. Niepodległości 66 stacjonował 3 szwadron 17 puł.

Kasyno oficerskie mieściło się w budynku przy ul. Królowej Jadwigi 22.
W 1925, przy wydatnej pomocy władz miasta, wybudowano kolejny kompleks koszarowy (obecnie szkoła przy Al. Jana Pawła II) i nadano mu imię Króla Stanisława Leszczyńskiego, do którego w styczniu 1926 roku przeprowadził się z Rawicza II batalion 55  pułku piechoty.

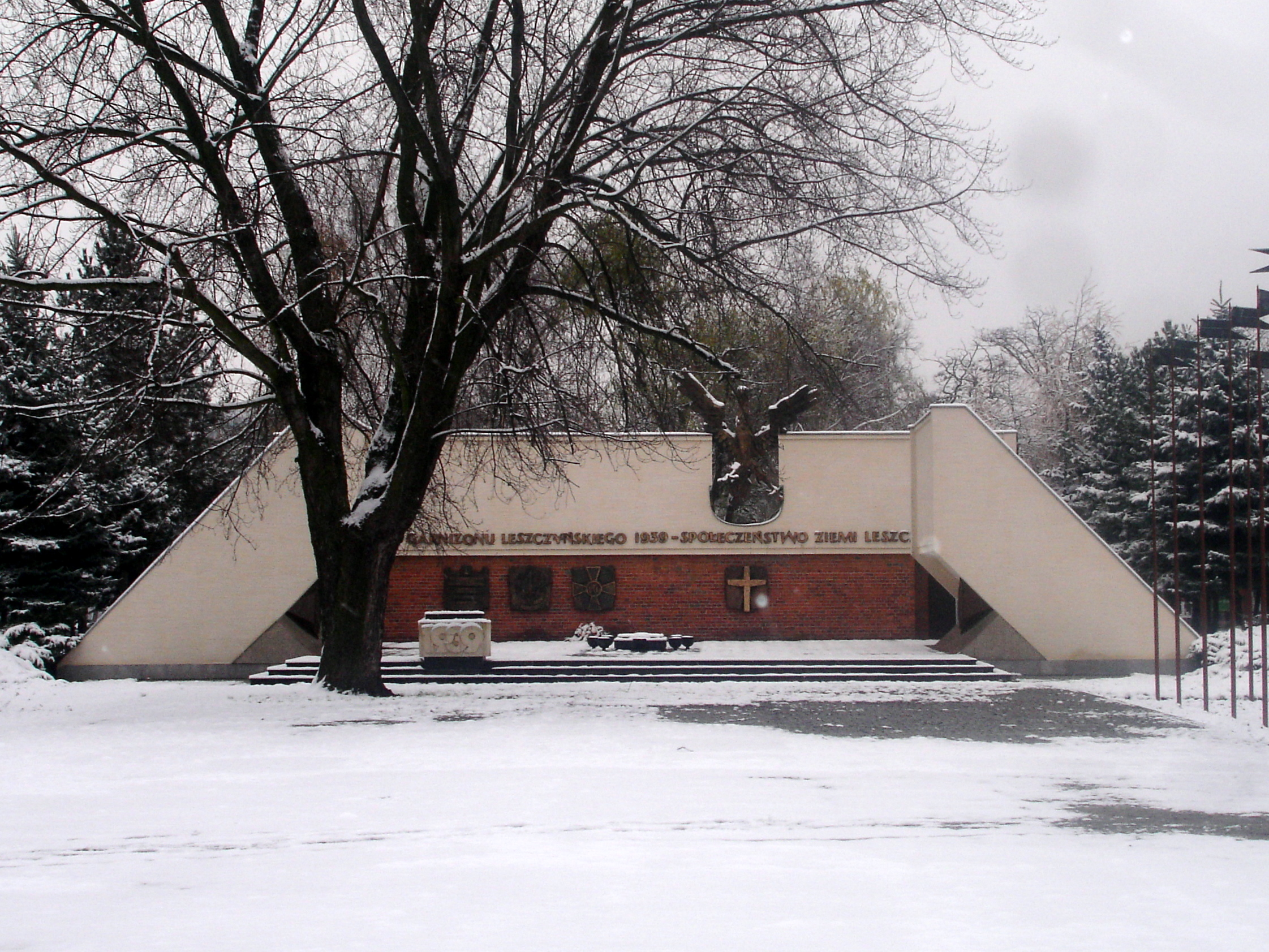
Pomnik Żołnierzom Garnizonu Leszczyńskiego w Lesznie; 2010

Większość obiektów koszarowych w Lesznie przetrwała do czasów współczesnych (2020). Koszary Głowackiego niemal nieprzerwanie od 1945 zajmują jednostki przeciwlotnicze. Są to między innymi 1. i 3. dywizjony przeciwlotnicze 4 Zielonogórskiego pułku przeciwlotniczego. W gestii wojska pozostaje też kasyno. Obok koszar w 1987 odsłonięto pomnik żołnierzy leszczyńskiego garnizonu projektu Jerzego Schmidta i Józef Petruka. Większy budynek Koszar Dąbrowskiego pełni funkcje mieszkalne, w mniejszym zaś ulokowano Sąd Rejonowy. Na ścianie szczytowej pobliskiej kamienicy powstał wielki mural przedstawiający ułana 17 pułku ułanów. W dawnych Koszarach Piłsudskiego mieści się Powiatowa Stacja Sanitarno-Epidemiologiczna.